# Província d'Izumi
La província d'Izumi (和泉国, Izumi no Kuni), sovint anomenada Senshū (泉州), fou una província del Japó a l'àrea de Kinai. La seua capital era Fuchū, actualment integrada a la ciutat d'Izumi, la qual pren el nom de l'antiga província.

## Geografia
La província es trobava a la zona sud-oest de l'actual prefectura d'Osaka, al sud del riu Yamato i limitaba amb les províncies de Settsu i Kawachi.
La zona nord de la província és anomenada Senboku, literalment "Nord d'Izumi" i el sud es anomenat Sennan, "Sud d'Izumi". Aquestes denominacions perviuen encara avui a la toponímia de la prefectura d'Osaka ja que dos districtes són anomenats així i la forma de la província encara perviu com a divisió administrativa no oficial de la prefectura.

## Història
Segons les dades històriques recollides de fonts com el Shoku Nihongi, una sèrie de districtes van ser separats de la província de Kawachi el 23 d'abril del 716, formant així per l'"Izumi-gen". Temps després, el 15 de setembre del 740, la província va ser suspesa i reintegrada a la província de Kawachi, tot i això, el 30 de maig del 757 la província va ser restablerta amb la denominació comuna de kuni (país o província).
D'acord amb les dades del Nihongi Ryaku el 21 d'abril de 825 els districtes de Higashinari, Nishinari, Kudara i Sumiyoshi, tots quatre pertanyents a Settsu, van ser incorporats a Izumi, però degut a l'oposició dels habitants el 8 d'agost del mateix any van tornar a formar part de Settsu.
Durant el període Edo es van fundar a la província el domini de Kishiwada i el domini de Hakata.
En algun moment dels començaments del període Meiji, durant 1870 o 1871, la frontera nord d'Izumi amb Settsu va canviar i es va dividir pel riu Yamato. Poc després, la província aniria desdibuixant-se fins a integrar-se en la seua totalitat en la nova prefectura d'Osaka.

## Govern

### Shugo
|                                | Titular                              | Període                       |
| Shogunat Kamakura (1196-1333)  | Shogunat Kamakura (1196-1333)        | Shogunat Kamakura (1196-1333) |
| ------------------------------ | ------------------------------------ | ----------------------------- |
| I                              | Sahara Yoshitsura                    | 1196-1203                     |
| II                             | Go-Toba                              | 1207-1221                     |
| III                            | Clan Henmi                           | 1221-1248                     |
| IV                             | Hōjō Shigetoki                       | 1249-1261                     |
| V                              | Hōjō Tokimura                        | 1279-1300                     |
| VI                             | Hōjō Hiroaki                         | 1313-1315                     |
| VII                            | Hōjō Shigetoki II                    | 1315-1333                     |
| Shogunat Muromachi (1336-1554) |                                      |                               |
| VIII                           | Hatakeyama Kunikiyo                  | 1336-1337                     |
| IX                             | Hosokawa Akiuji                      | 1337-1347                     |
| X                              | Kō no Moroyasu                       | 1347-1349                     |
| XI                             | Hatakeyama Kunikiyo                  | 1349-1351                     |
| XII                            | Hosokawa Akiuji                      | 1351-1352                     |
| XIII                           | Hosokawa Nariuji                     | 1352-1359                     |
| XIV                            | Hatakeyama Kunikiyo                  | 1359-1360                     |
| XV                             | Hosokawa Nariuji                     | 1360-1361                     |
| XVI                            | Kusunoki Masanori                    | 1369-1378                     |
| XVII                           | Yamana Ujikiyo                       | 1378-1391                     |
| XVIII                          | Ōuchi Yoshihiro                      | 1392-1399                     |
| XIX                            | Nishiki Yoshikazu                    | 1400-1403                     |
| XX                             | Clan Oku                             | 1407-1408                     |
| XXI                            | Hosokawa Yorinaga                    | 1408-1411                     |
| XXII                           | Hosokawa Motoyuki                    | 1408-1448                     |
| XXIII                          | Hosokawa Mochiari                    | 1411-1438                     |
| XXIV                           | Hosokawa Kiyoharu                    | 1438-1450                     |
| XXV                            | Hosokawa Mochihisa                   | 1448-1483                     |
| XXVI                           | Hosokawa Tsuneari                    | 1450-1480                     |
| XXVII                          | Hosokawa Motoari                     | 1480-1500                     |
| XXVIII                         | Hosokawa Katsunobu                   | 1487-1495                     |
| XXIX                           | Hosokawa Mototsune/Hosokawa Masahisa | 1500-1508                     |
| XXX                            | Clan Hosokawa                        | 1513-1523                     |
| XXXI                           | Hosokawa Kurō                        | 1523-1531                     |
| XXXII                          | Hosokawa Gorō                        | 1523-????                     |
| XXXIII                         | Hosokawa Mototsune                   | 1536-1554                     |

## La província avui en dia
El rècord i el nom d'aquesta encara perviuen a l'actual prefectura d'Osaka en diferents topònims, com el dels districtes de Senboku i Sennan, els noms dels quals signifiquen respectivament "Izumi del Nord" i "Izumi del Sud" o els noms dels municipis d'Izumi i Izumisano.
Per altra banda, existeix una cadena de supermercats radicada a la zona que s'anomena Izumiya, que es podria traduir com a "Establiments Izumi", en clara referència al passat de la zona.